# Église Saint-Hilaire de Villiers-sur-Loir
L'église Saint-Hilaire est une église catholique située à Villiers-sur-Loir, en France.

## Localisation
L'église est située dans le département français de Loir-et-Cher, sur la commune de Villiers-sur-Loir.

## Historique
L'édifice est classé au titre des monuments historiques en 1994.
Construit au XIIe siècle, il a été, à la suite des séquelles de la guerre de Cent Ans, profondément rénové aux XVe et XVIe siècles [2). 